# Delchâd Khâtûn
Delchâd Khâtûn ( ? -27 décembre 1351) est la fille aînée du chupanide Demachq Khâja et de Tûrsîn  Khâtûn. Demachq Khâja  est le fils de Chupan dont les frasques à la cour de l’il-khan Abu Saïd vont servir de prétexte à la chute de son père et de toute la famille chupanide. Tûrsîn  Khâtûn  est la petite-fille de l’il-khan Ahmad Teküder.

## Biographie
Demachq Khâja, le père de Delchâd Khâtûn, est exécuté par le vizir Mesr Khâja sur l’ordre d’Abu Saïd en 1327. Son grand-père Chupan est obligé de se réfugier à Hérat auprès de Ghîath al-Dîn, le souverain de Kert qui pour plaire à Abu Saïd le fait exécuter. Le jalayiride Hasan Buzurg époux de la fille de Chupan, Bagdâd Khâtûn qu’Abu Saïd convoite depuis longtemps, préfère divorcer. Bagdâd Khâtûn devient la nouvelle épouse favorite d’Abu Saïd en 1327. Elle prend Delchâd Khâtûn sous sa protection.
En 1333, Delchâd Khâtûn atteint l’âge nubile, elle est présentée à Abu Saïd. Ce dernier s’éprend de la jeune fille qui devient son épouse préférée. Bagdâd Khâtûn regrette de l’avoir protégée. En 1335, Abu Saïd meurt sans héritier. Un lointain cousin, nommé Arpâ Ka’on (Arpâ Khan) descendant d'Hülegü, est désigné comme successeur. Il est dûment et rapidement intronisé le 5 décembre 1335. Delchâd Khâtûn est alors enceinte d’un possible héritier. Par prudence, cet enfant pouvant devenir un prétendant au trône, elle doit se réfugier à Diyarbakır, auprès de son cousin et oncle d’Abu Saïd : `Alî Ja`far. Sept mois plus tard, elle donne naissance à une fille.
La position d’Arpâ Khan n’est pas vraiment assurée. Arpâ Khan accuse Bagdâd Khâtûn de la mort d’Abu Saïd et d’être l’instigatrice de l’attaque de la Horde d'or contre lui. Il la fait exécuter le 16 décembre 1335. Ibn Battûta dans son récit de voyage en Perse ne semble pas douter de cette accusation : Bagdâd Khâtûn aurait agi ainsi à la fois par jalousie et pour venger la mort de son père et de ses frères. Charles Defrémery rapporte au contraire qu'Abu Saïd est mort de maladie :

« À la fin de l'année 1335 l'empereur Uzbek qui était de la race de Djoutchi forma le projet dans le Decht-Khazar de conquérir l'Arran et l'Azerbéidjan. Le sultan Abou Saïd au commencement de l'année 736 et avant que l'ennemi eût fait aucune conquête se dirigea vers l'Arran avec ses troupes quoique la température fût extrêmement chaude. Lorsqu'il fut arrivé sur les confins du Chirvan beaucoup de ses soldats périrent à cause de la chaleur et de la corruption de l'air. L'empereur fut pris aussi d'une violente maladie dont il mourut. »

— Charles Defrémery, Op.cit. (lire en ligne), « Février-Mars 1851 (Fragments de géographes et d'historiens arabes et persans inédits relatifs aux anciens peuples du Caucase et de la Russie méridionale inédits et accompagnés de notes critiques.) », p. 132.
Peu après la naissance de sa fille, Delchâd Khâtûn perd son protecteur `Alî Ja`far, tué par Hasan Buzurg. Ce dernier épouse Delchâd Khâtûn. Profitant de sa position, elle fait exécuter le vizir Mesr Khâja qui avait tué son père en 1327. Bien qu’épouse du jalayiride Hasan Buzurg, elle reste favorable aux Chupanides dont certains avaient trouvé un refuge temporaire à Bagdad alors capitale des Jayirides. Pendant l’été 1347, son cousin Malek Achraf part attaquer Bagdad. Elle persuade alors Hasan Buzurg de ne pas se réfugier dans la forteresse de Kemah et de défendre la ville. En revanche quand l’armée chupanide se retire, Delchâd Khâtûn empêche son époux de la poursuivre et accueille même certains partisans de Malek Achraf.
Delchâd Khâtûn meurt le 27 décembre 1351. Peut-être a-t-elle été empoisonnée  Hasan Buzurg à cause de ses sympathies pour les Chupanides. Après la mort de son épouse Hasan Buzurg fait arrêter tous ses partisans, elle avait une influence considérable aussi bien en Irak qu’en Syrie. Delchâd Khâtûn avait la réputation de se monter charitable envers les pauvres. Elle est enterrée à Nadjaf.

## Enfants de Delchâd Khâtûn
- Avec  Abu Saïd, elle a une fille.
- Avec Hasan Buzurg, elle a trois fils et plusieurs filles :
  - Uways qui succède à son père avec le titre d’Uways Ier en 1356.
  - Qâsim mort en 1367, enterré à Nadjaf.
  - Zâhed né le 3 aout 1351 peu avant le décès de sa mère, il meurt en 1371/1372.